# Ân Nghĩa, Hoài Ân
Ân Nghĩa là một xã thuộc huyện Hoài Ân, tỉnh Bình Định, Việt Nam.
Xã Ân Nghĩa có diện tích 98,55 km², dân số năm 1999 là 9096 người, mật độ dân số đạt 92 người/km².

## Hành chính
Xã Ân Nghĩa được chia thành 7 thôn: Bình Sơn, Hương Quang, Kim Sơn, Nghĩa Điền, Nghĩa Nhơn, Nhơn Sơn, Phú Ninh.